# Хенри, Клара
Клара Сусанна Хенри (швед. Clara Susanna Henry; род. 9 апреля 1994) — шведский блогер, юмористка, телеведущая и писательница. Она имеет около 430 000 подписчиков на своем YouTube-канале и ведёт собственное ток-шоу на шведском телеканале Kanal 5. Она также была закулисным репортёром в двух сезонах национального музыкального конкурса Melodifestivalen, производимого радиовещательной компанией SVT.

## Ранние годы и образование
Клара Хенри выросла в шведском городке Ландветтер под Гётеборгом. У нее есть младшая сестра Кимберли и младший брат Кристофер. Её отец вырос в Великобритании, но в течение многих лет живет в Швеции/
В 2013 году она поступила в гимназию Ингрид Сегерштедт, где изучала программу социальной экономики и журналистику.

## Карьера
Будучи подростком, Хенри работала молодежным репортёром газеты Göteborgs-Posten. С 2015 года она активно работает в блогах Nöjesguiden, Devote и в журнале Veckorevyn. Она начала выкладывать видео на YouTube в 2011 году, а в 2013 году стала ведущей ток-шоу на Kanal 5, где она интервьюирует гостей и исполняет комедийные скетчи. Весной 2014 года вышел второй сезон её ток-шоу, на этот раз под названием Häng med Clara Henry, где вместо того, чтобы сидеть в студии и говорить, она встречала каждого из гостей и проводила с ними весь день. В 2013 году журнал Veckorevyn назвал её «Влогером года».
На конкурсе Melodifestivalen 2014, транслируемом SVT, Хенри до и после выступлений общалась с победителями полуфиналов и с другими гостями. 15 апреля 2014 года она была ведущей церемонии Guldtuben-gala, организованной сетью Splay, где вручались награды шведским звёздам YouTube. На этой церемонии Хенри получила награду за лучший влог-канал.
Вместе с комиком и телеведущим Чащиным Вадимом, Хенри приняла участие в комедийном шоу Valfeber на SVT, которое являлось сатирой на предстоящие в 2014 году всеобщие выборы в Швеции. 30 июня 2015 года Хенри приняла участие в эпизоде шоу Sommar i P1 на Шведским радио, в котором она рассказывала о своей жизни. В сентябре того же года в издательстве Forum вышла первая книга Хенри Ja jag har mens, hurså? на тему «менструальные периоды и почему женщины не должны стесняться говорить о них». После выхода книги Хенри отправилась в лекционный тур YouTube på blodigt allvar по нескольким городам Швеции, в частности Бурос и Уппсала.
В декабре 2015 года Хенри работала репортёром-путешественником в радио-телевизионной кампании Musikhjälpen. Среди прочих мест, она отправилась на Филиппины, чтобы встретиться с семьями, пострадавшими в результате тайфуна Мелор. Весной 2017 года Хенри была ведущей Melodifestivalen 2017 вместе с Давидом Линдгреном и Хассе Андерссон.
В декабре 2016 года Хенри заявила, что является пансексуалкой.

## Список литературы
1. 1 2 3 4  Henry, Clara Susanna // Sveriges befolkning 2000 (швед.) — Sveriges Släktforskarförbund, 2020.
2. ↑  ”YouTube-klipp med Clara Henry där hon berättar att hon fyller år - "IT'S MY BIRTHDAY TODAY"”
3. ↑  Linda Thomsen Högfeldt; Linda Thomsen Högfeldt. Clara Henry är störst i Norden (швед.). Göteborgs-Posten. Дата обращения: 20 января 2016. Архивировано из оригинала 30 января 2016 года.
4. ↑  Johanna Hagström; Johanna Hagström. Clara Henry fixar uppsnack och eftersnack (швед.). Göteborgs-Posten (31 января 2014). Дата обращения: 29 декабря 2015. Архивировано из оригинала 22 мая 2014 года.
5. ↑  Clara Henrys pappa: "Jag är väldigt stolt över att hon är en förebild för många unga tjejer" (швед.). News55. Дата обращения: 29 декабря 2015. Архивировано из оригинала 26 января 2016 года.
6. ↑  Möt årets resande reporter: Clara Henry (швед.). Sveriges Radio. Дата обращения: 29 декабря 2015. Архивировано 22 декабря 2015 года.
7. ↑  Hennes vilja skiner glasklart (швед.). smile-magazine. Архивировано 18 марта 2014 года.
8. ↑  Clara Henry är resande reporter för Musikhjälpen 2015 (швед.). Sveriges Radio. Дата обращения: 29 декабря 2015. Архивировано 26 января 2016 года.
9. ↑  Häng med Clara Henry — Episode 4 Season 1 — «Dplay — Clara Henry hänger med The Fooo»
10. ↑  Här är vinnarna av Blog Awards 2013 (швед.). Veckorevyn. Дата обращения: 29 декабря 2015. Архивировано 13 апреля 2015 года.
11. ↑  Clara Henry programledare i Melodifestivalen 2014 – här är webbens nya storsatsning (швед.). SVT. Дата обращения: 29 декабря 2015. Архивировано 4 марта 2016 года.
12. ↑  De gör upp på första svenska Youtube-galan (швед.). SVT. Дата обращения: 29 декабря 2015. Архивировано 9 октября 2014 года.
13. ↑  PewDiePie blev Årets Youtuber (швед.). SVT. Дата обращения: 29 декабря 2015. Архивировано 4 марта 2016 года.
14. ↑  Twistad valbevaking med rap-battles! (швед.). SVT. Дата обращения: 29 декабря 2015. Архивировано 26 января 2016 года.
15. ↑  Clara Henry (швед.). Sveriges Radio. Дата обращения: 29 декабря 2015. Архивировано 14 января 2016 года.
16. ↑  Clara Henry – bloggare och stjärna på Youtube – har skrivit en bok om mens (швед.). Dagens Nyheter. Дата обращения: 20 января 2016. Архивировано 28 января 2016 года.
17. ↑  Clara Henry; Clara Henry. Ja jag har mens, hurså? (швед.). Adlibris. Дата обращения: 29 декабря 2015. Архивировано из оригинала 14 января 2016 года.
18. ↑  Så bra är Clara Henrys mensbok - Kultur (швед.). Expressen. Дата обращения: 20 января 2016. Архивировано 27 января 2016 года.
19. ↑  Clara Henry - Youtube på blodigt allvar (швед.). Borås Stadsteater. Дата обращения: 29 декабря 2015. Архивировано из оригинала 22 декабря 2015 года.
20. ↑  Clara Henry - youtube på blodigt allvar (швед.). hejevent.se. Дата обращения: 29 декабря 2015. Архивировано 22 декабря 2015 года.
21. ↑  Clara Henry rapporterar från Filippinerna (швед.). SVT Play. Дата обращения: 29 декабря 2015. Архивировано 29 января 2016 года.
22. ↑  ”Klimatet drabbar oss. Det kommer fortsätta drabba oss.” (швед.). Pressen.se. Дата обращения: 20 января 2016. Архивировано 3 февраля 2016 года.
23. ↑  Lindqvist, Anton. Clara Henry, David Lindgren och Hasse Andersson blir programledare för Melodifestivalen 2017 (швед.). svt.se. Sveriges Television (30 сентября 2016). Дата обращения: 30 сентября 2016. Архивировано 19 октября 2016 года.
24. ↑  Clara Henry avslöjar: "Jag är pansexuell" (швед.). Дата обращения: 22 декабря 2016. Архивировано 22 декабря 2016 года.